# Vexillum perrieri
Vexillum perrieri is een slakkensoort uit de familie van de Costellariidae. De wetenschappelijke naam van de soort is voor het eerst geldig gepubliceerd in 1929 door Dautzenberg.